# Łyżwiarstwo szybkie na Zimowych Igrzyskach Azjatyckich 1986
Łyżwiarstwo szybkie na Zimowych Igrzyskach Azjatyckich 1986 rozegrane zostało w japońskim mieście Sapporo. Mężczyźni rywalizowali w pięciu konkurencjach, kobiety zaś w czterech.
Łyżwiarstwo szybkie w programie tych zawodów pojawiło się pierwszy raz.

## Klasyfikacja medalowa
| Klasyfikacja medalowa | Klasyfikacja medalowa | Klasyfikacja medalowa | Klasyfikacja medalowa | Klasyfikacja medalowa | Klasyfikacja medalowa |
| Miejsce               | Reprezentacja         | Złoto                 | Srebro                | Brąz                  | Razem                 |
| --------------------- | --------------------- | --------------------- | --------------------- | --------------------- | --------------------- |
| 1                     | Japonia               | 7                     | 5                     | 3                     | 15                    |
| 2                     | Chiny                 | 1                     | 1                     | 3                     | 5                     |
| 3                     | Korea Południowa      | 1                     | 1                     | 2                     | 4                     |
| 4                     | Korea Północna        | 0                     | 2                     | 1                     | 3                     |
| Razem                 | Razem                 | 9                     | 9                     | 9                     | 27                    |

## Medaliści
| Konkurencja  | 1. miejsce         | 2. miejsce       | 3. miejsce       |
| ------------ | ------------------ | ---------------- | ---------------- |
| Mężczyźni    |                    |                  |                  |
| 500 metrów   | Akira Kuroiwa      | Na Yun-su        | Bae Ki-tae       |
| 1000 metrów  | Bae Ki-tae         | Makoto Hirose    | Akira Kuroiwa    |
| 1500 metrów  | Yukihiro Mitani    | Munehisa Kuroiwa | Hwang Ik-hwan    |
| 5000 metrów  | Masahito Shinohara | Im Ri-bin        | Munehisa Kuroiwa |
| 10000 metrów | Munehisa Kuroiwa   | Toshiaki Imamura | Lü Shuhai        |
| Kobiety      |                    |                  |                  |
| 500 metrów   | Seiko Hashimoto    | Shoko Fusano     | Ye Qiaobo        |
| 1000 metrów  | Wang Xiuli         | Han Chun-ok      | Shoko Fusano     |
| 1500 metrów  | Seiko Hashimoto    | Wang Xiuli       | Ye Qiaobo        |
| 3000 metrów  | Keiko Asao         | Natsue Seki      | Han Chun-ok      |